# Vallées sèches de McMurdo
Les vallées sèches de McMurdo sont une suite de vallées d'Antarctique situées dans la terre Victoria, à l'ouest du détroit de McMurdo.

## Géographie

### Vallées

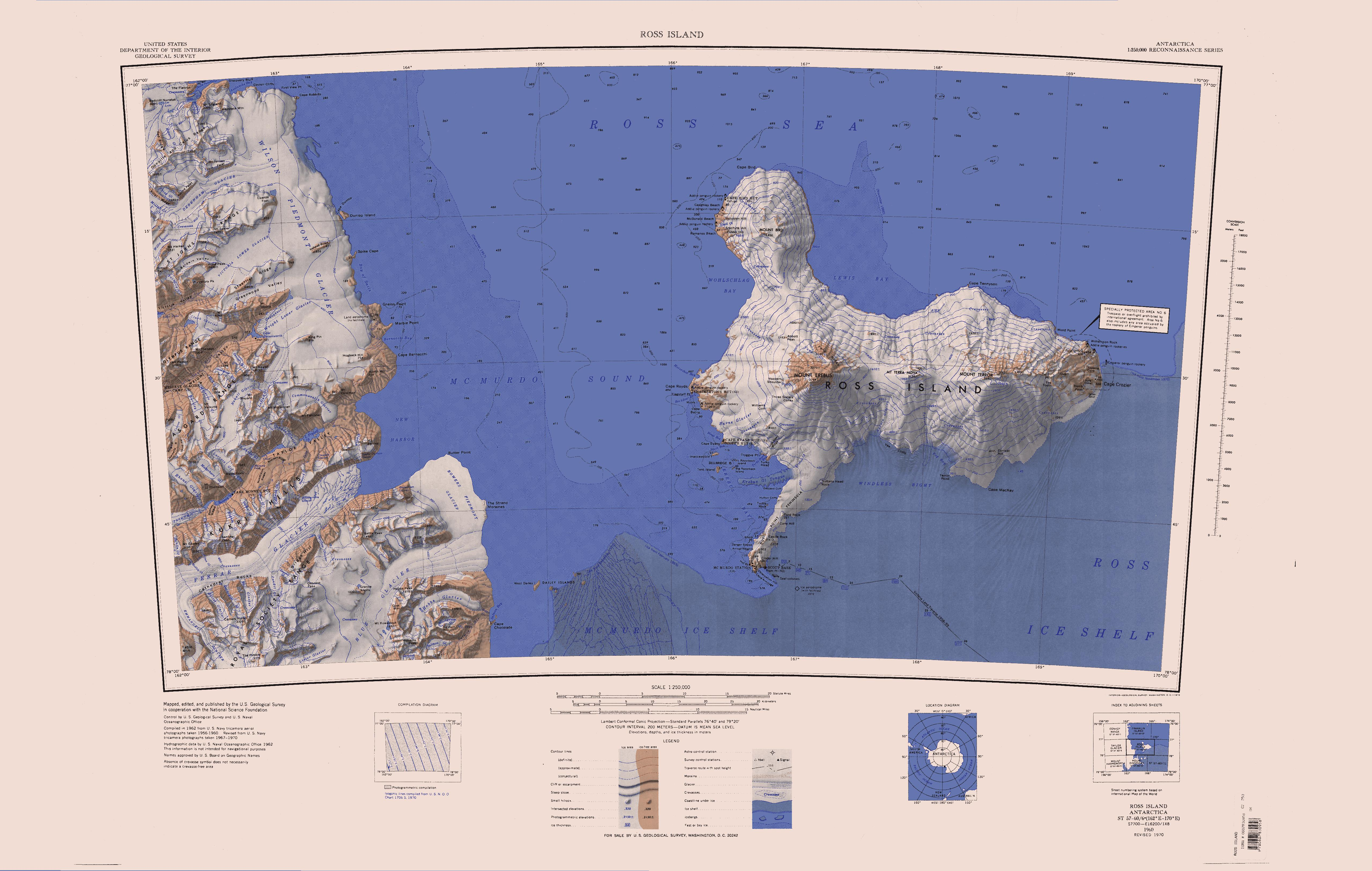
Carte de l'Antarctique présentant l'île de Ross et le détroit de McMurdo. Les vallées sèches sont visibles en partie sur la gauche de la carte.

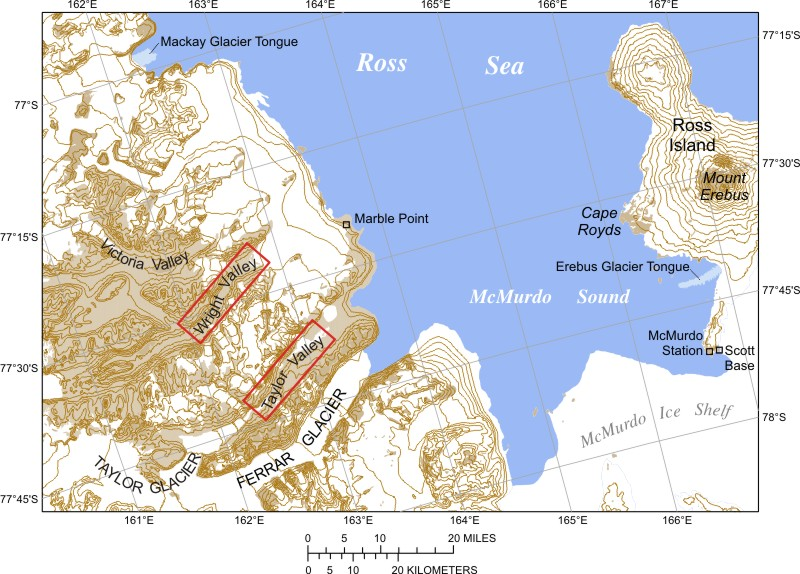
Carte du détroit de McMurdo et des vallées sèches.

Du nord au sud, les trois principales vallées sont :
- la vallée de Victoria (entre la chaîne Saint Johns au nord et la chaîne Olympus au sud) ;
- la vallée de Wright (entre la chaîne Olympus au nord et la chaîne Asgard au sud) ;
- la vallée de Taylor (entre la chaîne Asgard au nord et les collines Kurki au sud).

La vallée d'Alatna est la plus septentrionale, au nord du glacier Benson.
À l'ouest de la vallée de Victoria, du nord au sud :
- la vallée de Barwick ;
- la vallée de Balham ;
- la vallée de McKelvey.

S'étendant au sud de la vallée de Balham Valley, d'ouest en est :
- la vallée de Priscu ;
- la vallée de Wall ;
- la vallée de Virginia ;
- la vallée de Stuiver.

La vallée de Pearse est située à l'ouest de la vallée de Taylor.
Plus au sud, entre le chaînon de la Royal Society à l'ouest et la côte ouest du détroit de McMurdo, du nord au sud :
- la vallée de Garwood ;
- la vallée de Marshall ;
- la vallée de Miers.

Certaines parties des vallées ont été désignées comme zone environnementale protégée en 2004.

### Cours d'eau
La région contient plusieurs cours d'eau :
- Onyx (vallée de Wright, plus longue rivière du continent Antarctique) ;
- Kite Stream (vallée de Victoria) ;
- Vincent Creek (vallée de Taylor) ;
- Crescent Stream (vallée de Taylor) ;
- Harnish Creek (vallée de Taylor) ;
- Huey Creek (vallée de Taylor).

### Lacs

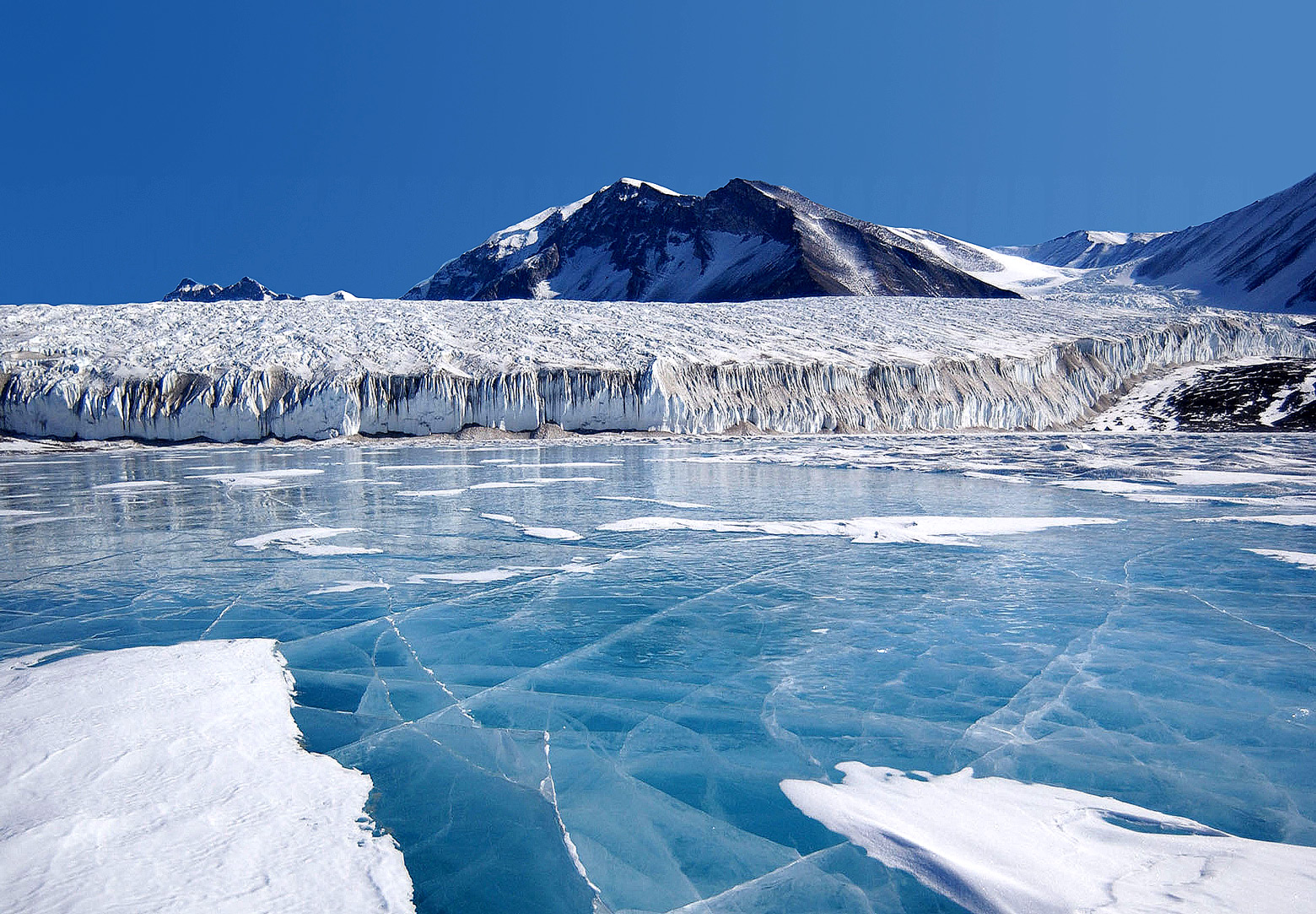
Le lac Fryxell, dans la vallée de Taylor.

La région possède également plusieurs lacs (entre autres le lac Bonney, le lac Fryxell, le lac Hoare, le lac Vanda et le lac Vida).
Certains des lacs des vallées sèches sont parmi les lacs les plus salés du monde, avec une salinité supérieure à celle du lac Assal ou de la mer Morte. Le lac le plus salé est le lac Don Juan.
- Vallée de Victoria :
  - Lac Vida

- Vallée de Wright :
  - Lac Vanda
  - Lac Brownworth (eau douce)
  - Lac Don Juan

- Vallée de Taylor :
  - Lac Fryxell
  - Lac Hoare
  - Lac Tchad
  - Dirty Little Hoare Pond
  - Lac Parera (eau douce)
  - Lac Bonney

- Vallée de Pearse :
  - Lac Joyce

- Vallée de Garwoord :
  - Lac Garwood

- Vallée de Miers :
  - Lac Miers

## Climat

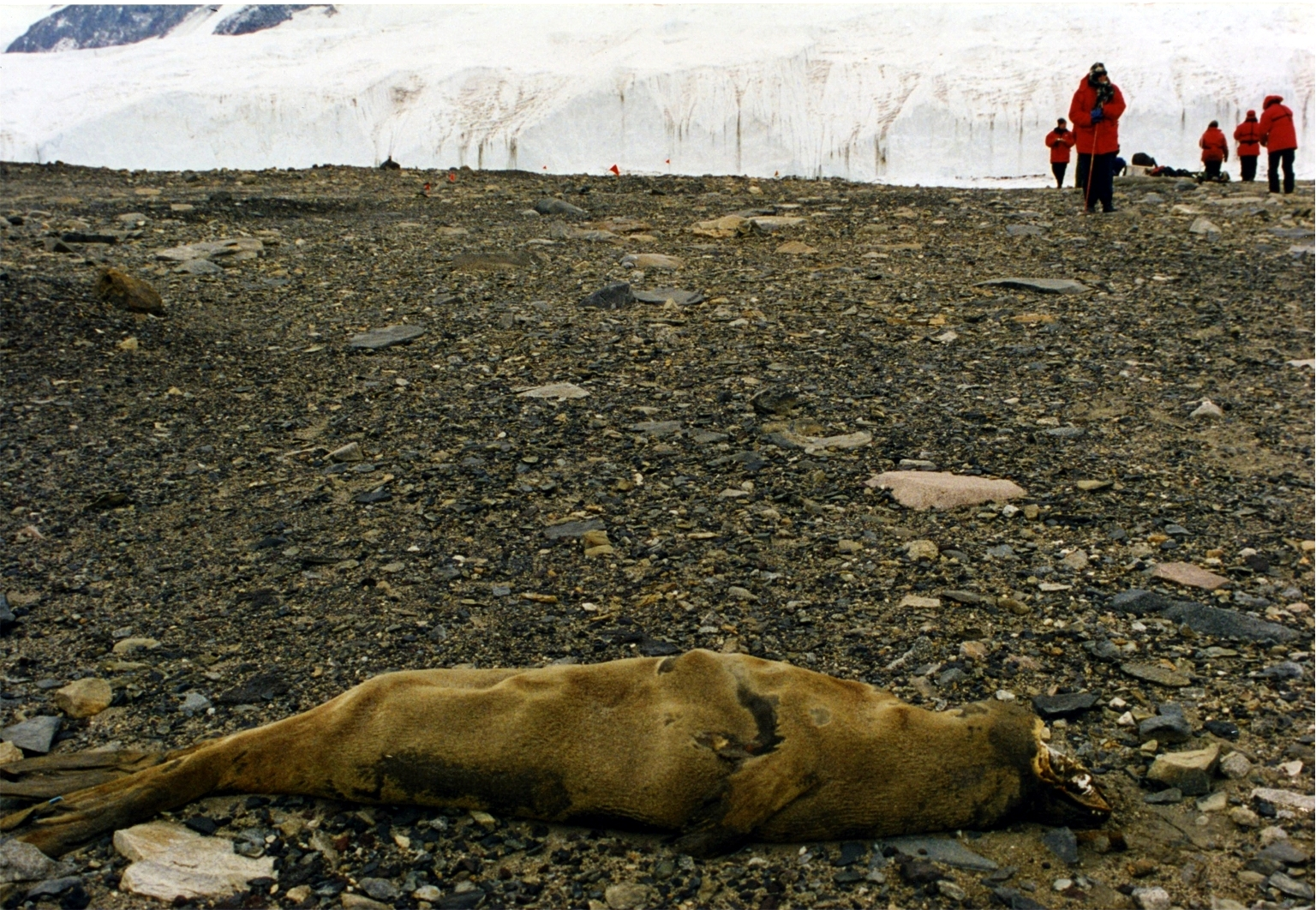
Carcasse momifiée d'un éléphant de mer sur le sol d'une vallée.

Bien qu'elles soient entourées d'un continent presque entièrement recouvert de glace, les vallées sèches de McMurdo se retrouvent dans l'ombre pluviométrique du vent catabatique descendant des montagnes qui les entourent.  Les vents peuvent atteindre des vitesses de 320 km/h, se réchauffent et s'assèchent à mesure qu'ils descendent, évaporant toute l'eau, la glace et la neige.
La pluviométrie y est également très faible, atteignant en moyenne 10 cm de neige par an sur un siècle de données, soit équivalent à un contenu en eau de 10 mm d'eau. Cela en fait des déserts parmi les plus extrêmes de la Terre et la région est peut-être encore plus aride que le désert d'Atacama. Avec leurs 4 800 km2, les vallées forment la plus grande région libre de glace de l'Antarctique. Cependant, en été, lorsque le soleil frappe les glaciers qui entourent, les vallées sont parcourues par de nombreux cours d'eau provenant de leur fonte.

## Géologie
Le sol des vallées est recouvert de gravier, à l'intérieur duquel des morceaux de glace ont été observés.
On pense que le gravier a deux origines. La première vient des moraines qui se forment au bout des glaciers qui descendent à l'intérieur des vallées sèches et se subliment ensuite. La deuxième proviendrait de la glace de mer de Ross toute proche qui, lors de certaines périodes glaciaires intenses, s'introduirait à l'intérieur des terres et déposerait ses propres moraines.

## Faune et flore
Des plantes endolithiques ont été trouvées à l'intérieur des vallées sèches, protégées de l'air sec par l'intérieur (relativement) humide de rochers. En été, la fonte des glaciers qui surplombent les vallées apporte les principaux nutriments du sol. Les vallées sèches seraient l'environnement terrestre le plus proche de celui de Mars.